# Étude op. 10, no 10 de Chopin

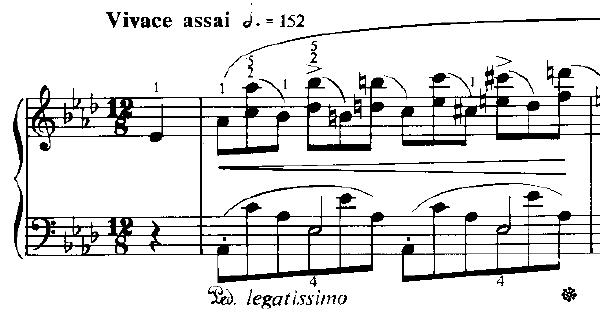
Incipit de l'étude.

L'Étude op. 10, no 10 de Chopin en la bémol majeur est une étude pour piano composée par Frédéric Chopin. Cette étude exige beaucoup de l'interprète qui doit faire varier un seul motif par des changements d'accent et de toucher. Le souci principal de Chopin dans cette œuvre est de donner la plus grande variété possible de toucher à une seule figuration, les changements continus d'accent mettant en valeur non seulement les différentes parties de la figuration mais aussi la nature polyphonique du motif.

## Structure
La section d'ouverture (mesures 1 à 16) présente les trois variations de base avec une ligne de basse legato presque constante ; en contretemps avec quatre accents par mesure à la main droite contre quatre à la main gauche (mesures 1 à 8) ; puis en contretemps mais avec six accents à la main droite contre quatre à la main gauche (mesures 9 à 12) ; et enfin les deux mains en staccato sans accents.
La section centrale (mesures 17-54) développe le thème d'ouverture à travers une série de modulations (mi majeur, ré♭ majeur, la majeur et mi♭ majeur), les accents de la main droite étant soit en rythme, soit en contretemps. Cette section est probablement conçue principalement pour tester les compétences acquises dans la première section. Le point culminant de la section centrale commence à la mesure 43 et à ce moment-là, c'est la main gauche qui joue à contretemps tandis que la main droite maintient un strict rythme de quatre temps par mesure. Le morceau revient à la tonique de La♭ à la mesure 55.
La dernière section (mesures 55-77) est une reprise du thème d'ouverture, mais avec plusieurs modulations intégrées dans les dernières mesures, toutes soutenues par une pédale de dominante. La tonique n'apparaît que très brièvement dans cette section finale et n'est pas complètement rétablie avant la mesure 69, qui est effectivement la coda.